# Galium rosellum
Galium rosellum là một loài thực vật có hoa trong họ Thiến thảo. Loài này được (Boiss.) Boiss. & Reut. mô tả khoa học đầu tiên năm 1852.